# Intriga Fatal
Intriga Fatal é o primeiro telefilme produzido pela TVI:

## Elenco
- Maria João Bastos... Bárbara
- Albano Jerónimo... António
- Sandra Celas... Glória
- Luís Simões... Bruno
- Joana Metrass... Rita